# إليزابيث كولبيرت بوش
إليزابيث كولبيرت بوش (بالإنجليزية: Elizabeth Colbert Busch)‏ هي سيدة أعمال أمريكية، ولدت في 10 ديسمبر 1954 في سانت لويس في الولايات المتحدة.

## وصلات خارجية
- الموقع الرسمي